# Pogona vitticeps
Pogona vitticeps là một loài thằn lằn trong họ Agamidae. Loài này được Ahl mô tả khoa học đầu tiên năm 1926.
Loài này phân bố trong một loạt các khu vực khô cằn đến bán khô cằn của Úc. Loài này là một loài vật nuôi rất phổ biến cũng như được trưng bày trong các vườn thú. Chúng cũng phổ biến khi được nuôi làm kiểng.

## Miêu tả
Con trưởng thành của loài này thường dài khoảng hai feet (24 inch), với đuôi chiếm hơn một nửa tổng chiều dài cơ thể. Dị hình giới tính không phải quá lớn nhưng con đực có thể có một lỗ huyệt rộng hơn, gốc đuôi rộng, đầu thường lớn hơn ngạnh cằm lớn hơn (thường là màu đen) và có hemipene. Con đực cũng có lỗ chân lông đùi rõ rệt hơn so với con cái.

## Hình ảnh

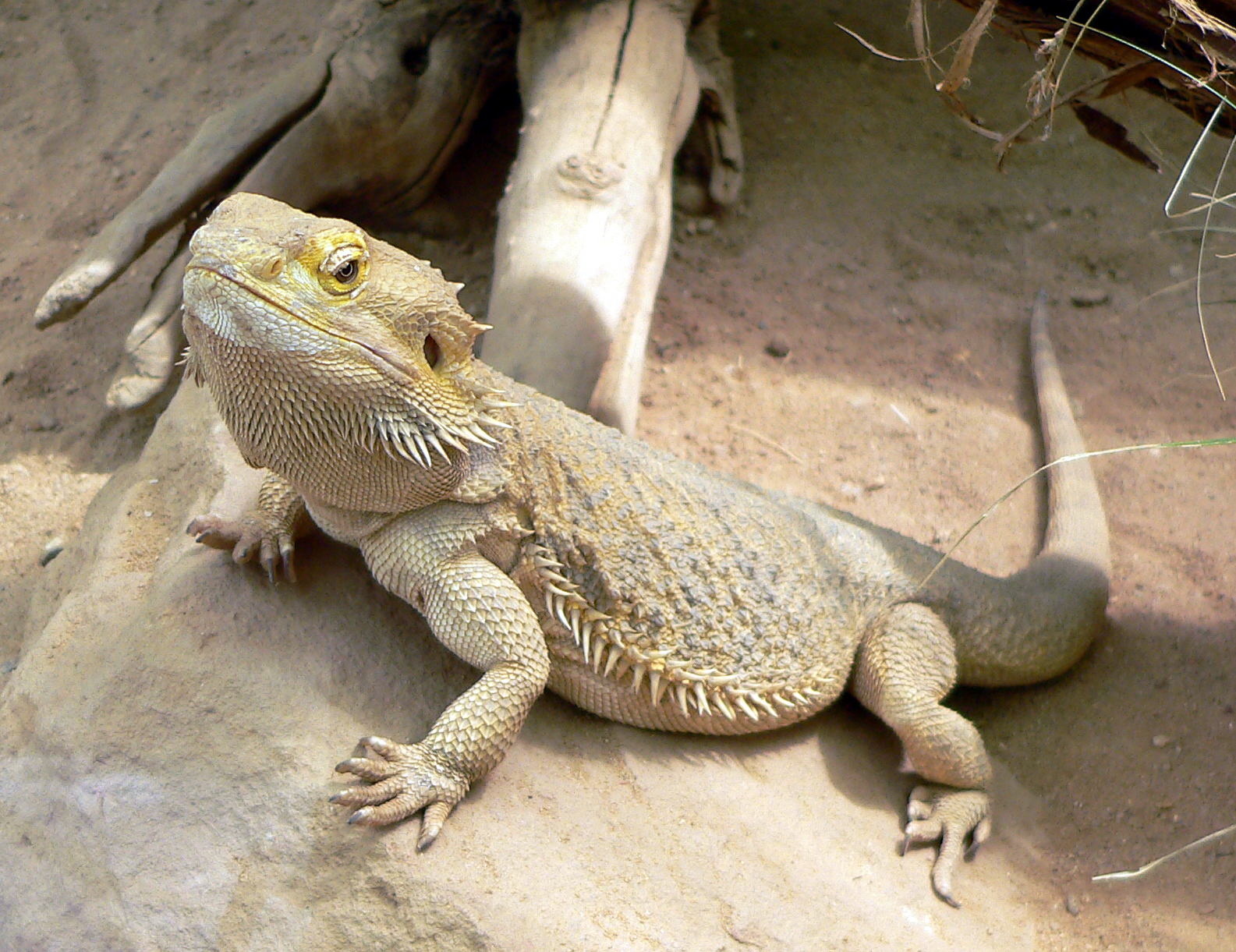
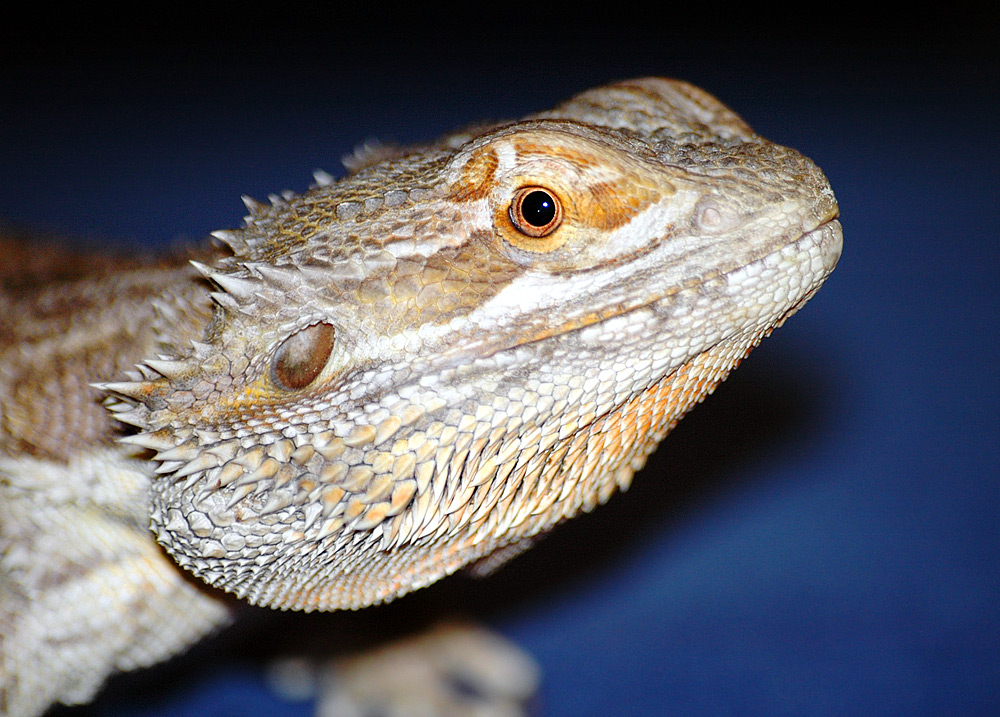
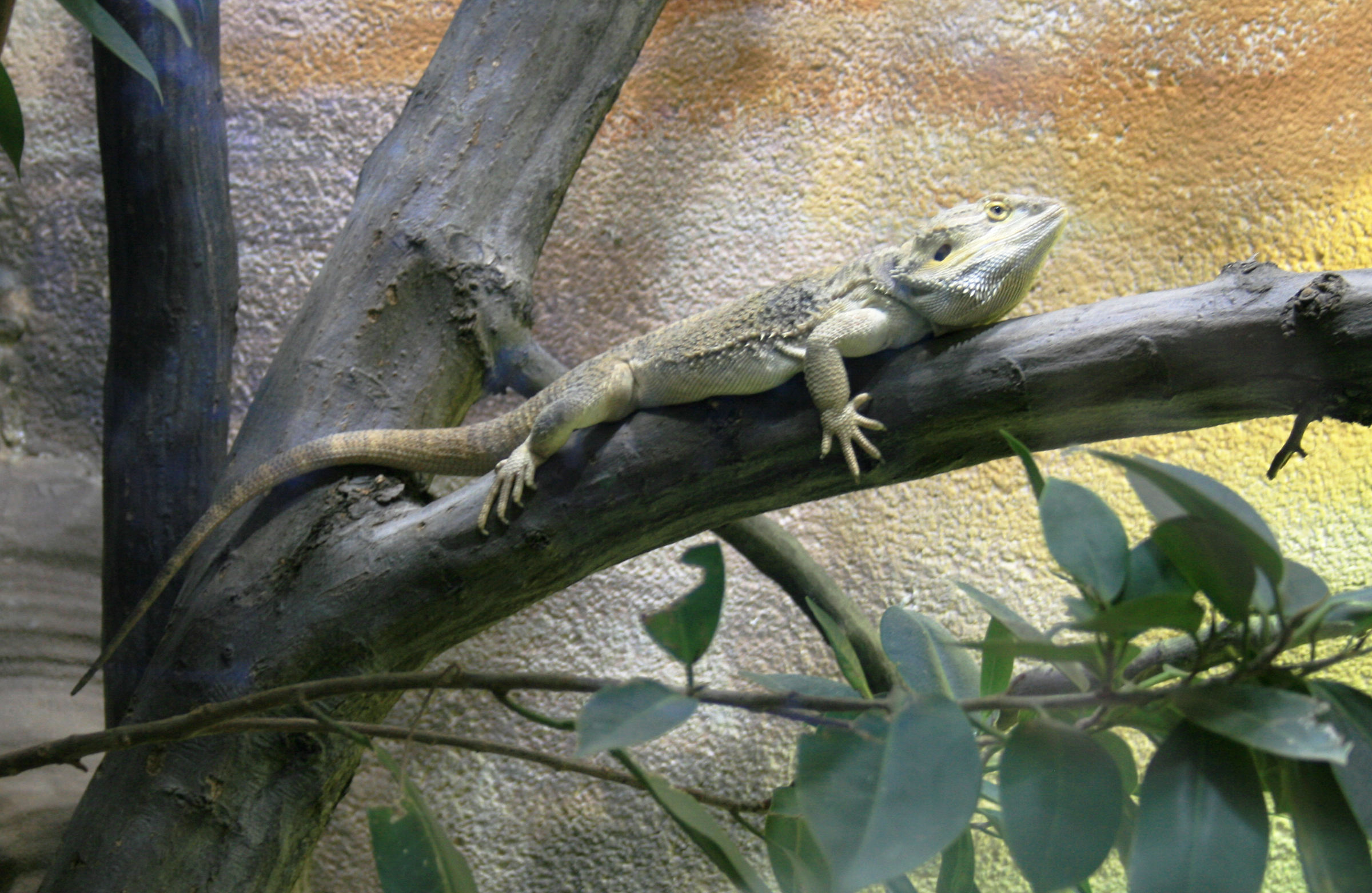
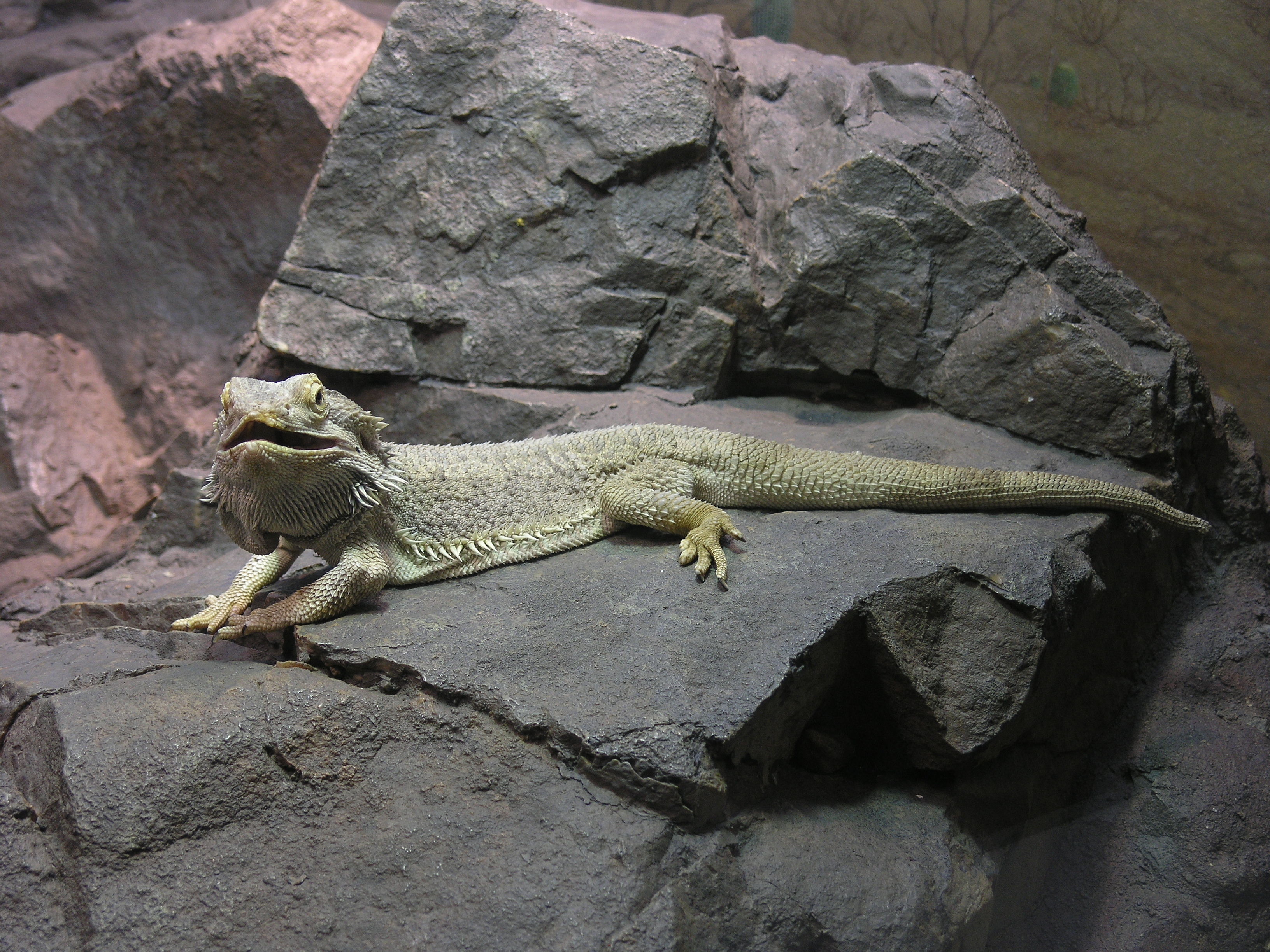
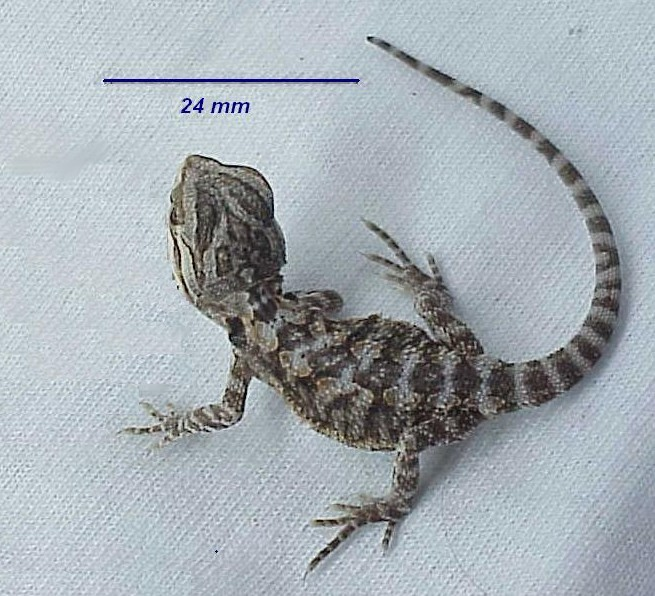
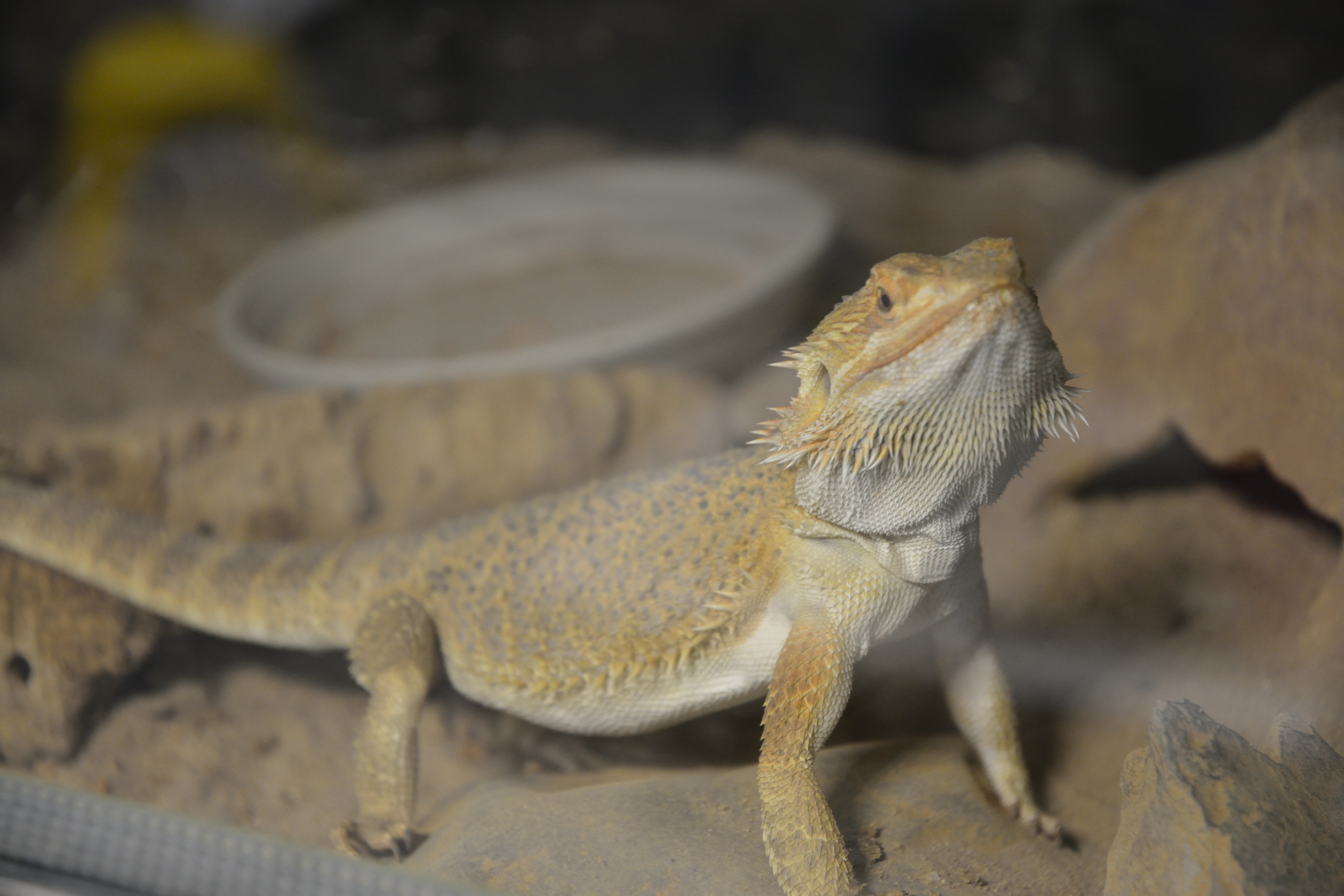